# 大灾难

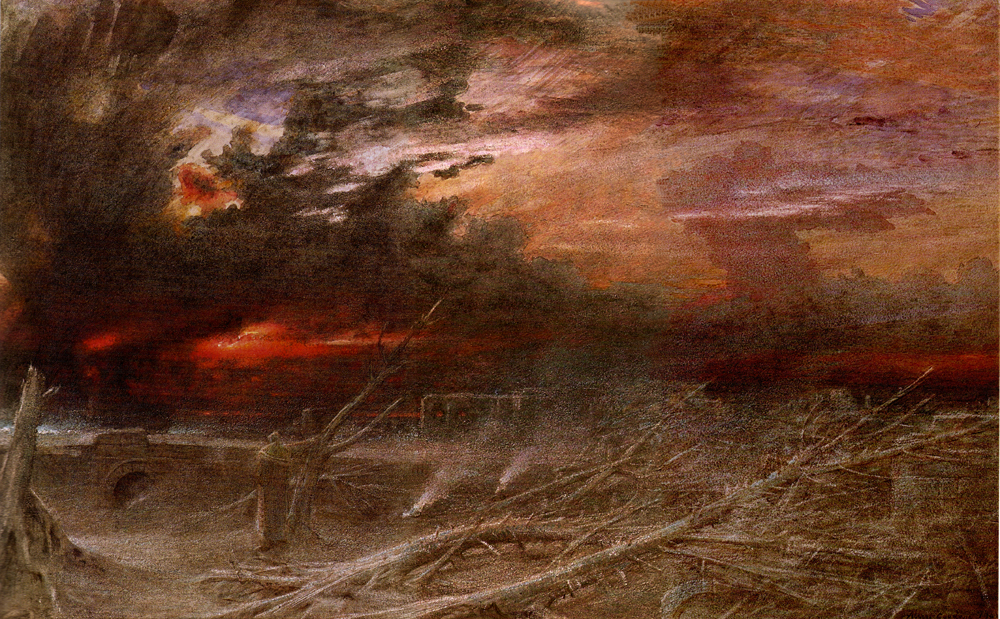

大灾难是《新约圣经》中的《马太福音》第24章第21节（“因为那时必有大灾难”）等一些段落中提到的一个事件。根据基督教末世论的未来派（Futurism）观点，大灾难是一个相对较短的时期，那时跟随上帝的人将要经历世界性的迫害、净化和加强。而根据基督教末世预言实现论（preterism）的观点，大灾难已经在公元70年罗马军团摧毁耶路撒冷和圣殿时发生过了，受其影响的只是犹太人，而不是全人类。

## 时代论或未来主义观点

### 启示录中事件的进展
下面是启示录中提到的事件列表，其中一些（通常归于七号）发生在大灾难期间。
前3年半：
- 1. 被提发生

- 2. 敌基督和假申言者兴起

- 3. 圣殿在耶路撒冷重建

- 4. 巴比伦兴起

- 5. 大淫妇

- 6. 两个见证人出现，144,000人兴起

- 7. 七印的审判

- 8. 七号的审判

中点：
- 9. 两个见证人的死与复活

- 10. 大淫妇的毁灭

- 11. 敌基督的死亡与复活

- 12. 敌基督亵渎圣殿，自称为神

- 13. 兽的印记开始

- 14. 犹太人的余民逃到旷野

后三年半：
- 15. 七碗的审判

- 16. 犹太人和信徒的殉道

- 17. 巴比伦被摧毁

- 18. 敌基督鼓动全世界的军队前往哈米吉顿

- 19. 哈米吉顿战役

- 20.

- 21. 耶稣基督在荣耀中再临

- 22. 敌基督和假申言者被投入火湖

- 23. 撒但被捆绑1000年

- 24. 殉道者复活

大灾难以后
- 25. 基督建立千年国度

- 26. 1,000年后撒但被释放

- 27. 最后的决战

- 28. 撒但、死亡和阴间被投入火湖

- 29. 白色大宝座的审判

- 30. 新天新地，永世（Eternity）开始

#### 七印
- 第一印（启示录6:1-2）：白马来到，得到冠冕，并出去征服。
- 第二印（启示录6:3-4）：红马来到，得到大刀，从世界夺走和平，使人互相厮杀。
- 第三印（启示录6:5-6）：黑马来到，带来严重的饥荒（可能是由于战争产生）。
- 第四印（启示录6:7-8）：灰马来到，用刀剑、饥荒、瘟疫和野兽带来死亡，1/4的世界人口因此死亡。
- 第五印（启示录6:9-11）：大灾难期间殉道开始，敌基督开始迫害信徒。
- 第六印（启示录6:12-17）：
  - 全世界的地震；
  - 太阳停止发光，变得如同粗糙的黑毛布；
  - 月亮变红像血；
  - 天上的星辰坠落于地；
  - 天被卷起，如同书卷；
  - 所有山岭和海岛都挪移离开原位；
  - 全世界的人逃进洞穴；
  - 人们将第六印的事件解释为羔羊愤怒的大日开始的征兆。

- 第七印（启示录8:1-6）：天上寂静半小时，7位天使被赐给七枝号，将香炉里的火被丢到地上。

### 七号
新約聖經 啟示錄：
8:7 第一位天使吹號，就有雹子與火攙著血丟在地上；地的三分之一和樹的三分之一被燒了，一切的青草也被燒了。

8:8~9 第二位天使吹號，就有彷彿火燒著的大山扔在海中；海的三分之一變成血，海中的活物死了三分之一，船隻也壞了三分之一。

8:10~11 第三位天使吹號，就有燒著的大星，好像火把從天上落下來，落在江河的三分之一和眾水的泉源上。（這星名叫「茵蔯」。）眾水的三分之一變為茵蔯，因水變苦，就死了許多人。

8:12	第四位天使吹號，日頭的三分之一、月亮的三分之一、星辰的三分之一都被擊打，以致日月星的三分之一黑暗了，白晝的三分之一沒有光，黑夜也是這樣。

9:1~2 第五位天使吹號，我就看見一個星從天落到地上，有無底坑的鑰匙賜給它。它開了無底坑，便有煙從坑裏往上冒，好像大火爐的煙；日頭和天空都因這煙昏暗了。

9:13~15 第六位天使吹號，我就聽見有聲音從　神面前金壇的四角出來，吩咐那吹號的第六位天使，說：「把那捆綁在幼發拉底大河的四個使者釋放了。」那四個使者就被釋放；他們原是預備好了，到某年某月某日某時，要殺人的三分之一。

10:7	但在第七位天使吹號發聲的時候，　神的奧祕就成全了，正如　神所傳給他僕人眾先知的佳音。

#### 七碗的审判
新約聖經 啟示錄 第16章 記載：
第一位天使便去，把碗倒在地上，就有惡而且毒的瘡生在那些有獸印記、拜獸像的人身上。

第二位天使把碗倒在海裏，海就變成血，好像死人的血，海中的活物都死了。

第三位天使把碗倒在江河與眾水的泉源裏，水就變成血了。

第四位天使把碗倒在日頭上，叫日頭能用火烤人。

第五位天使把碗倒在獸的座位上，獸的國就黑暗了。人因疼痛就咬自己的舌頭；又因所受的疼痛，和生的瘡，就褻瀆天上的　神，並不悔改所行的。

第六位天使把碗倒在幼發拉底大河上，河水就乾了，要給那從日出之地所來的眾王預備道路。

第七位天使把碗倒在空中，就有大聲音從殿中的寶座上出來，說：「成了！」又有閃電、聲音、雷轟、大地震，自從地上有人以來，沒有這樣大、這樣厲害的地震。又有大雹子從天落在人身上，每一個約重一他連得（一他連得約有九十斤）。為這雹子的災極大，人就褻瀆神。

## 延伸阅读
- The Great Tribulation: Past or Future by Thomas Ice and Kenneth L. Gentry Jr. (Kregel Publications, 1999) ISBN 0-8254-2901-3
- Four Views on the Book of Revelation by Kenneth L. Gentry Jr., Sam Hamstra Jr., C. Marvin Pate and Robert L. Thomas (Zondervan, 1998) ISBN 0-310-21080-1